# Josep Homs i Salgot
Josep Homs i Salgot (Centelles, 1821 – Vic, 1896) fou sacerdot, pedagog i professor d'ensenyament primari. Les seves obres van ser utilitzades com a llibre de text en diverses escoles. Estudià la carrera eclesiàstica al Seminari de Vic. Després de ser ordenat sacerdot anà de vicari a Oristà, i poc temps després es feu missioner del Sagrat Cor de Maria, tasca que no pogué dur a terme a causa de problemes de salut. Llavors entrà al Seminari de Vic per fer de professor de primera instrucció. Esdevingué secretari de cambra dels bisbes Palau, Castanyer i Jordà. Aquest últim el nomenà canonge-arxipreste de la catedral (1866) i dos anys després va ser escollit degà del capítol. Va ser autor de diverses obres de text per a l'ensenyament de l'aritmètica i de la geografia. El butlletí eclesiàstic de Vic es referia a les seves Nociones de Geografía en aquests termes: «Obrita muy recomendable por la sencillez, orden claridad y precisión con que está escrita, cualidades necesarias para la fácil inteligencia, que ayudan mucho a la memoria y que no siempre se hallan en las de su clase».

## Obra
- Nociones de Aritmética con la explicación del sistema métrico decimal para uso de las HH Terciarias de Ntra. Sra. del Carmen y de las alumnas. Vic: Impremta Anglada, 1855
- Nociones de Geografia para uso de las escuelas elementales de ambos sexos. Vic: Impremta Anglada, 1861
- Sistema métrico decimal, su explicación precedida de unas tablas de las medidas usuales. Vic: Impremta Anglada, 1863